# Триніта-дей-Монті
Триніта-дей-Монті (італ. Santissima Trinità al Monte Pincio) — титулярна церква (з 13 квітня 1587) в Римі, на вершині Іспанських сходів.

## Історія
На пагорбі Пінціо з 1502 почали будувати церкву Св. Трійці (Триніта-дей-Монті).

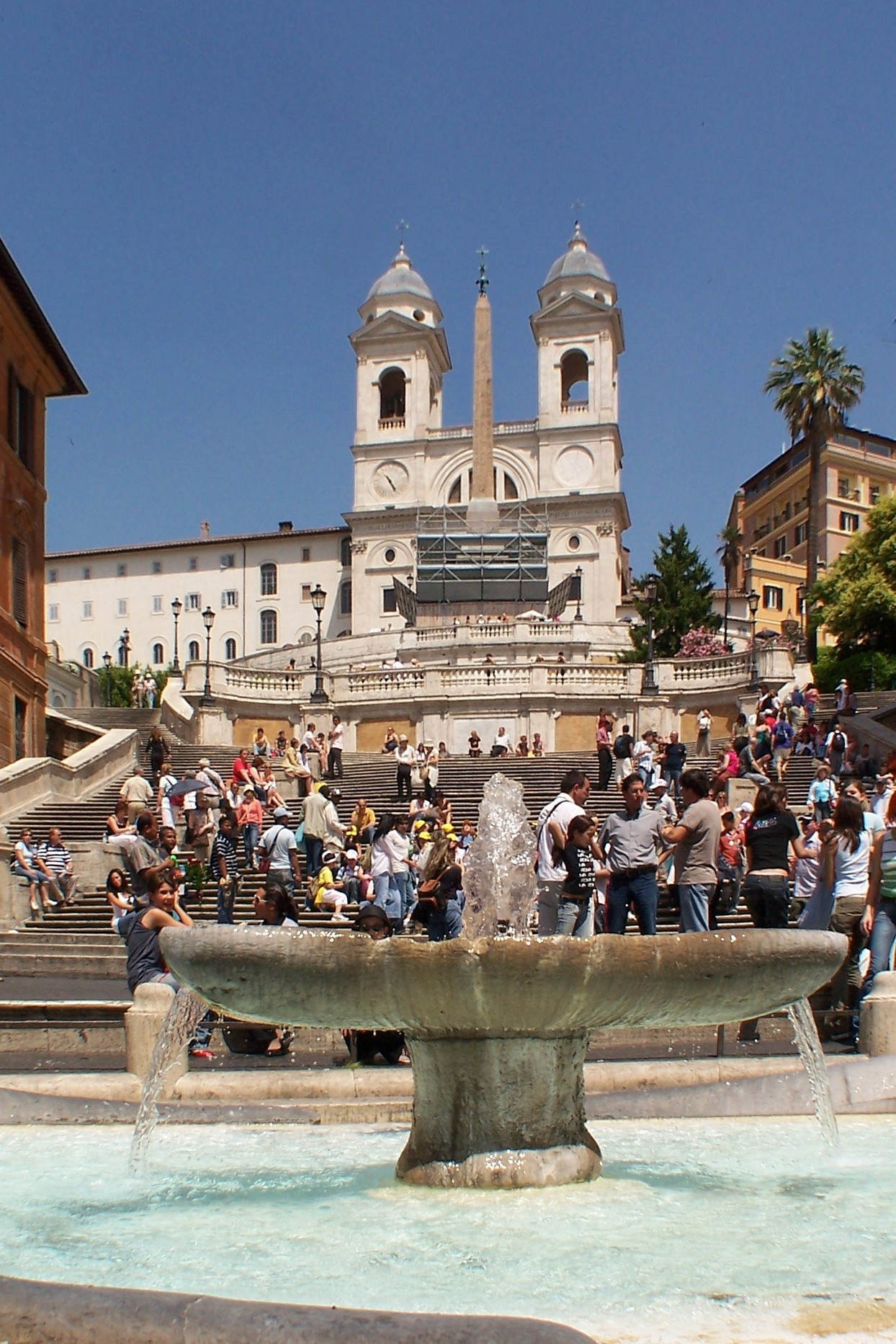
Церква Триніта деї Монті, Іспанські сходи та фонтан Баркачча

Замовником був король Франції Людовик XII. Будівництво затяглося надовго і добудували церкву лише у 1585. Аби церква мала ефектний фасад, до будівництва залучили відомого архітектора-італійця Джакомо делла Порта, який і створив Фасад.
У 1816 церква зазнала серйозного руйнування, після чого була ґрунтовно перебудована. Античний обеліск (римська імітація єгипетського обеліска) з садів Саллюстія встановлений у 1789 р.
У церкві знаходиться шедевр Данієле да Вольтерра «Зняття з хреста».

## Титулярна церква
Є титулярною церквою, кардиналом-священиком з титулом церкви Триніта-дей-Монті з 21 жовтня 2003, є французький кардинал Філіп Барбарі.

## Галерея

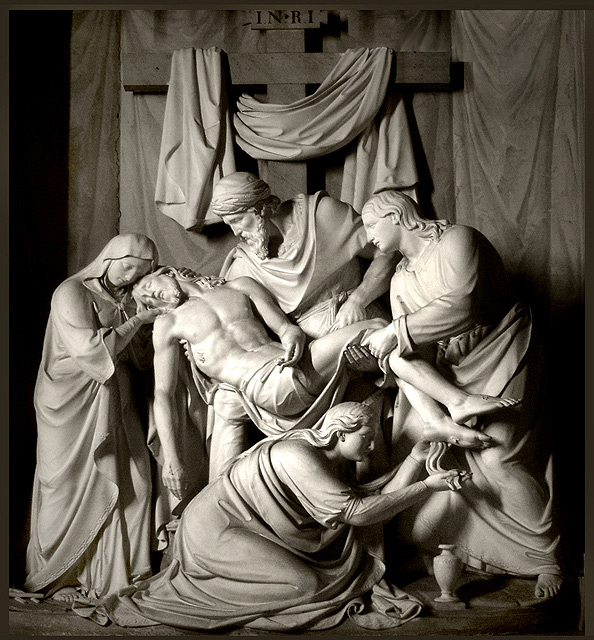
«Зняття з хреста», Данієле да Вольтерра
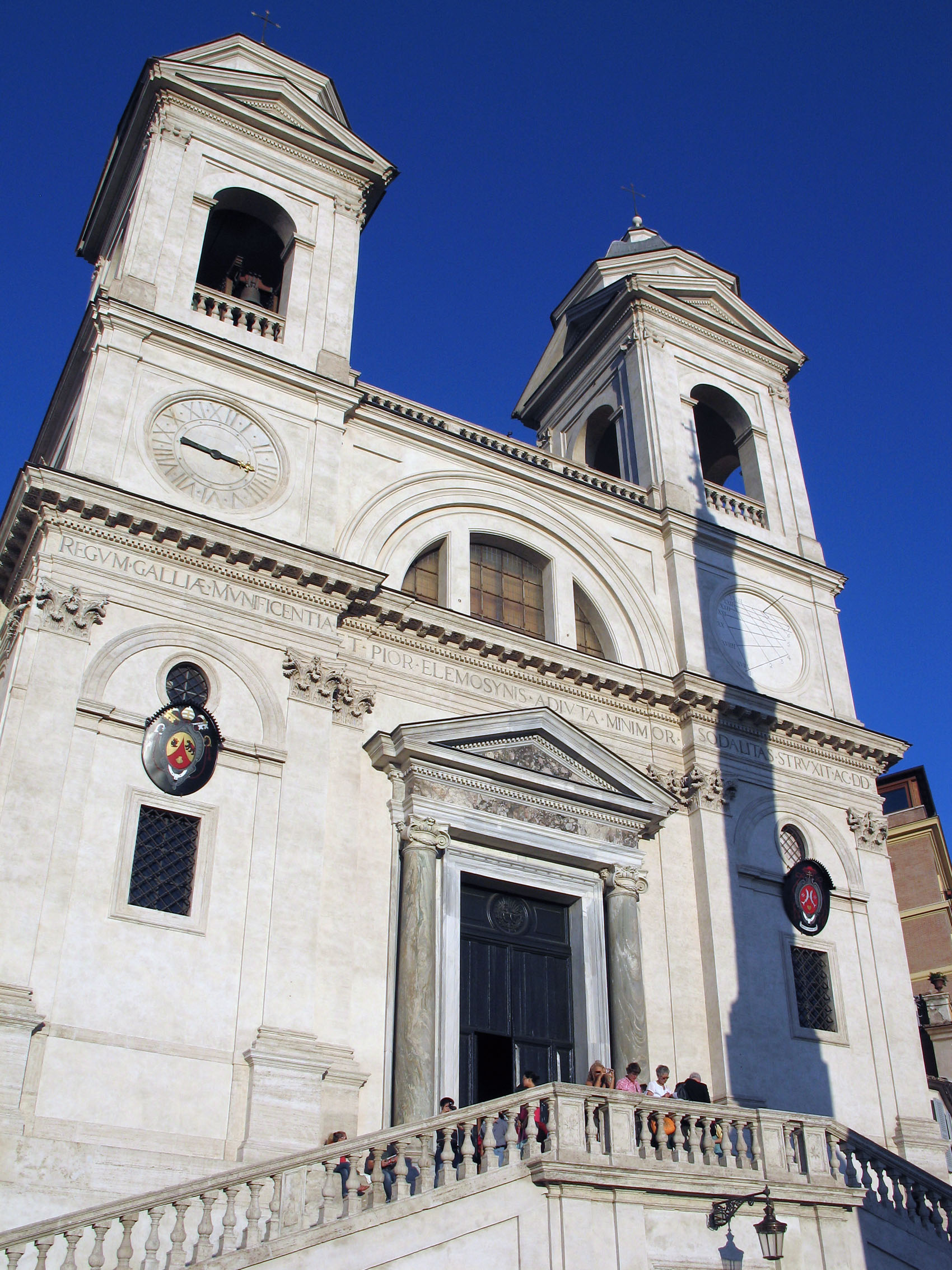
Церква Триніта деї Монті
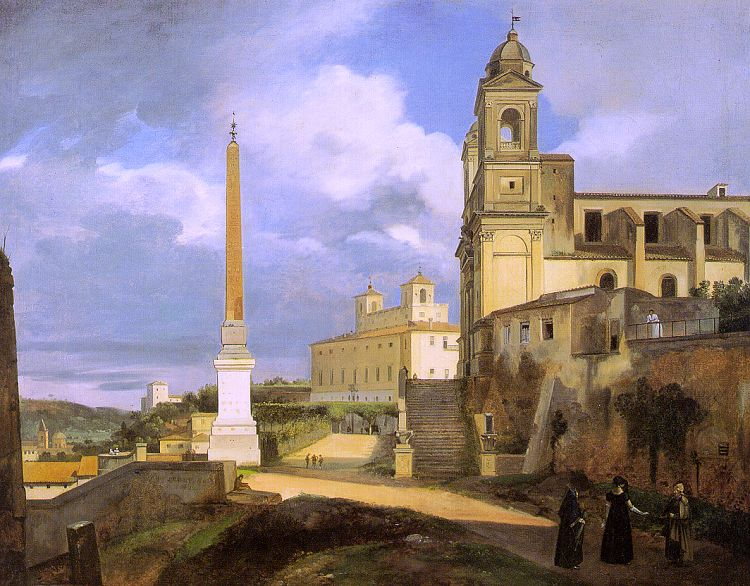
Худ. Гране, 1808, церква Трійці
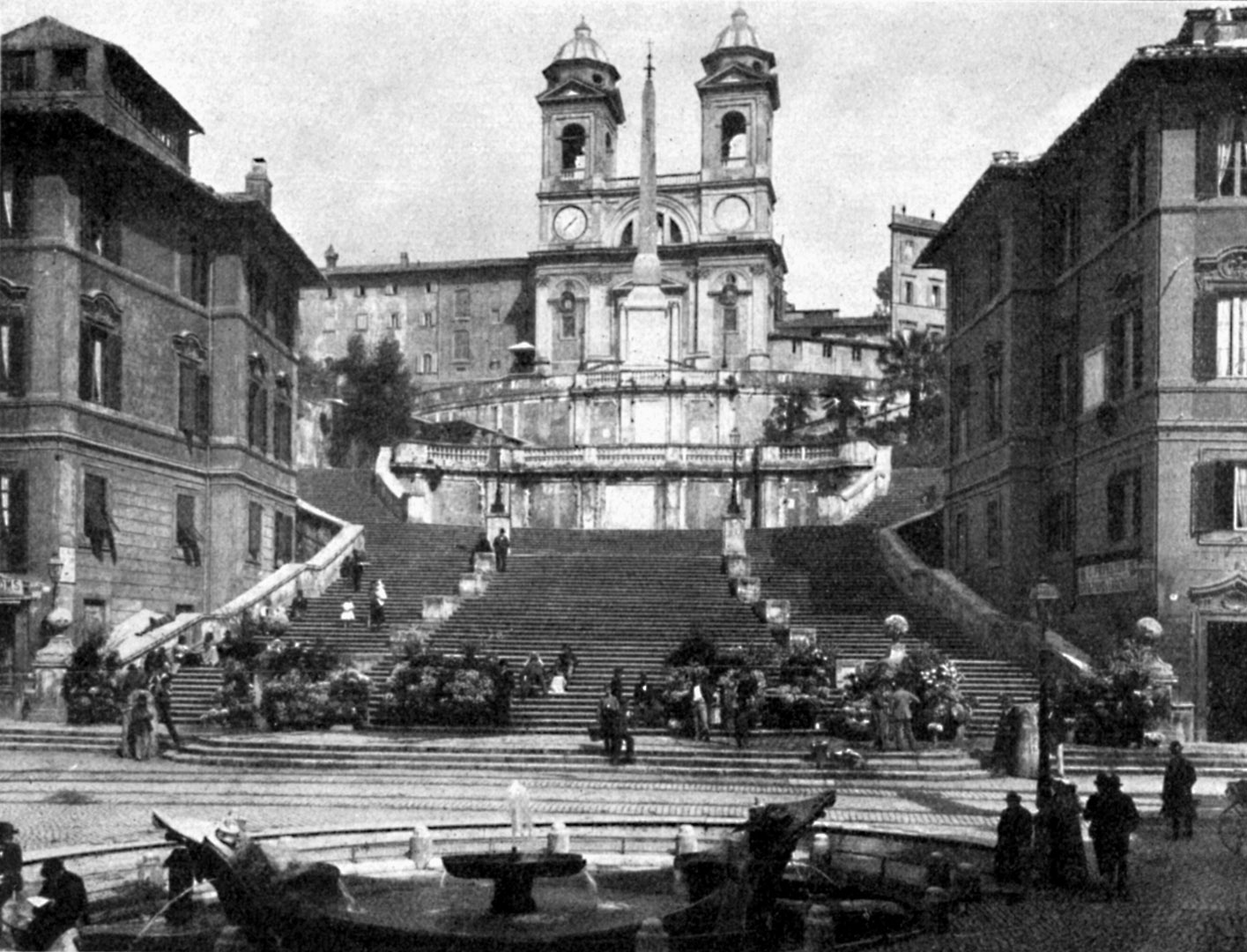
Давнє фото
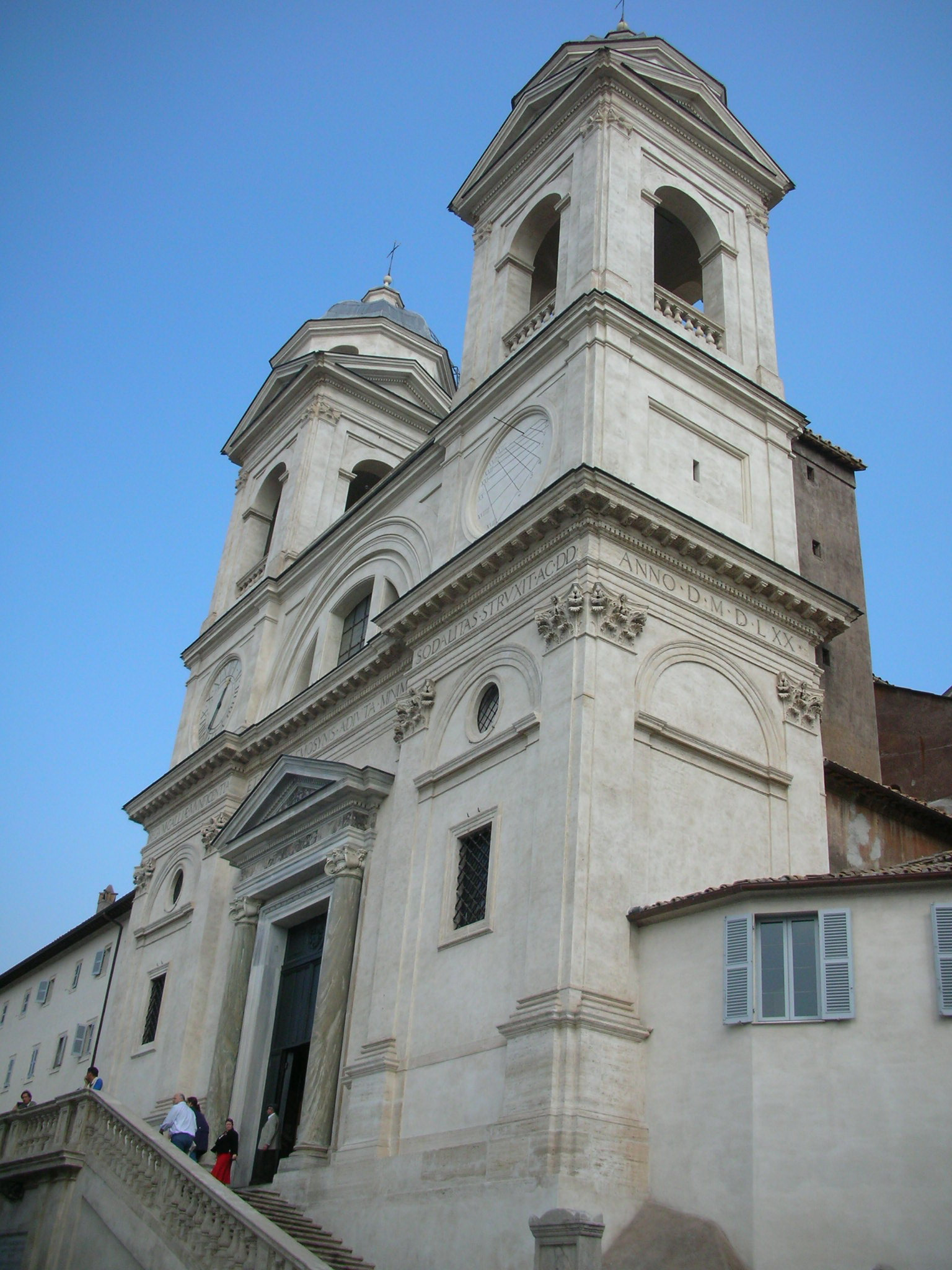
Фасад церкви
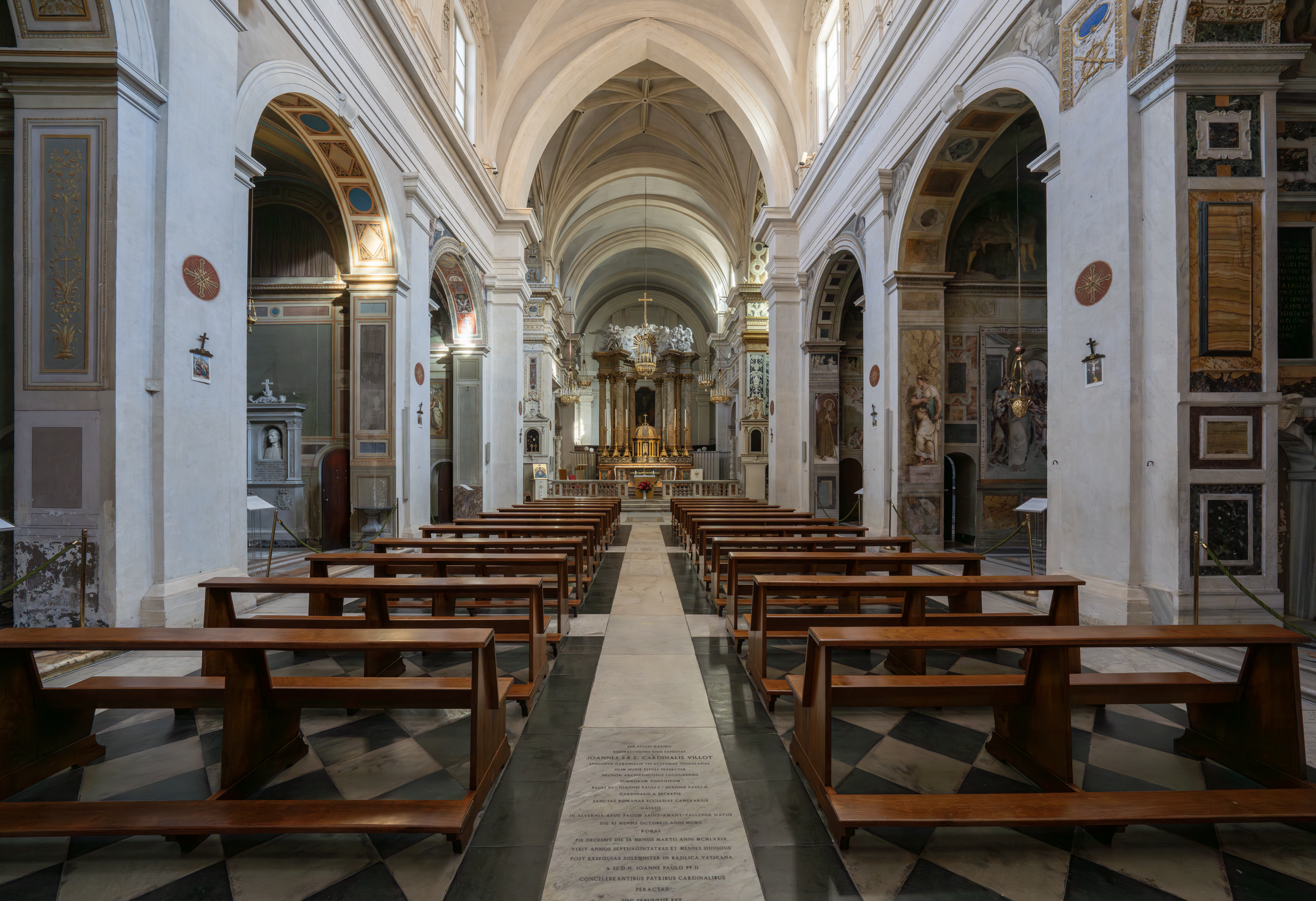
Під час богослужіння
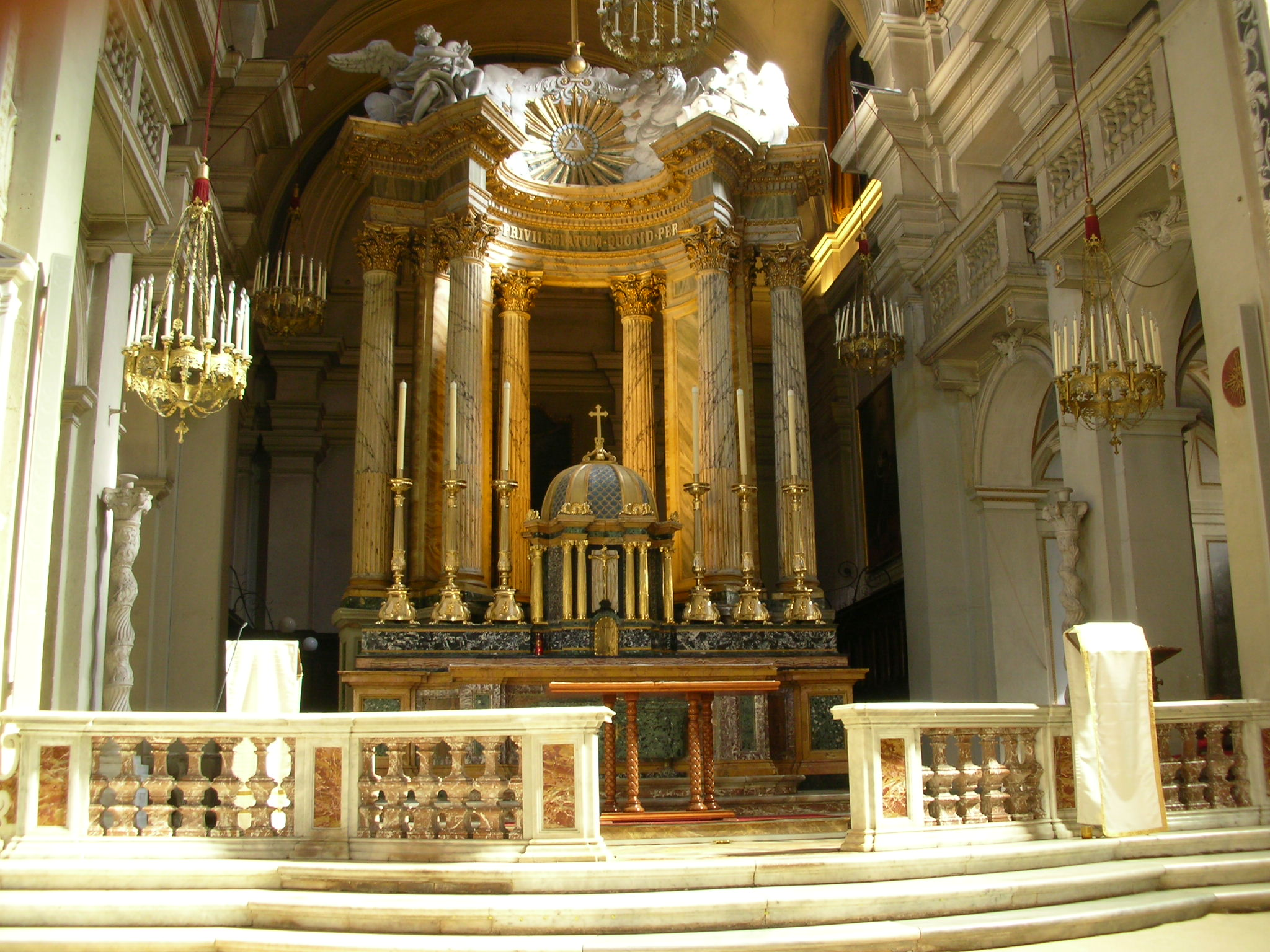
Інтер'єр